# Qeqertaq
 For alternative betydninger, se Qeqertaq (flertydig). (Se også artikler, som begynder med Qeqertaq)
Qeqertaq "Øen" er en bygd med 108 indbyggere (2017) i Vestgrønland, beliggende ca. 90 km nord for Ilulissat på sydsiden af en ø i Tasiusaq-bugten. I 1830 var den kendt som vinterudsted, og først i cirka 1845 blev den kendt som helårsudsted.  Qeqertaq hører i dag under Avannaata Kommune men har før været en del af de tidligere kommuner Ilulissat Kommune og Qaasuitsup Kommune .
Bygdens vigtigste indtægtkilde er fiskeri efter hellefisk, hvor de indhandlede fisk bearbejdes på den lokale fiskefabrik. Skolen Iisaap Atuarfia har ca. 16 elever fra 1. til 9. klasse. Kirken fra 1992 har 80 siddepladser.